# غايل هوبكينز
غايل هوبكينز (بالإنجليزية: Gayle Hopkins)‏ هو منافس ألعاب قوى أمريكي، ولد في 7 نوفمبر 1941، وتوفي في 20 مارس 2016.

## وصلات خارجية
- غايل هوبكينز على موقع أوليمبيديا (الإنجليزية)